# Prangos eriantha
Prangos eriantha är en växtart i släktet Prangos och familjen flockblommiga växter. Den beskrevs först av Augustin Pyrame de Candolle som Cachrys eriantha, och fick sitt nu gällande namn av Dmitrij Lyskov och Michail Pimenov 2017.
Arten är en perenn ört som återfinns i norra och nordvästra Iran.